# كولومبو (البرازيل)
كولومبو هي بلدية في البرازيل، تتبع بارانا، بلغ عدد سكانها 212,967  نسمة في 2010، تبلغ مساحتها 198 كيلومتر مربع.

## الموقع
تشترك في الحدود مع:
- Rio Branco do Sul [الإنجليزية]‏
- بوغافا دو سول.